# Кореньская Дача
Кореньска́я Да́ча (иногда Коренская дача, простонарод. Ольшанец) — бывший хутор в Шебекинском районе Белгородской области России. С 1982 года — обособленная часть хутора Гремячий.

## Этимология
Предположительно название хутор получил по ближайшему урочищу (также есть Батрацкая Дача, Шебекинская Дача и др.). Словом «дача» до революции 1917 года называли лес, переданный государством в пользование сельской общине для присмотра, уборки и заготовки дров.
Местные жители до сих пор называют этот хутор Ольшанцем или Нижним Ольшанцем, как называли его первые переселенцы.

## История хутора

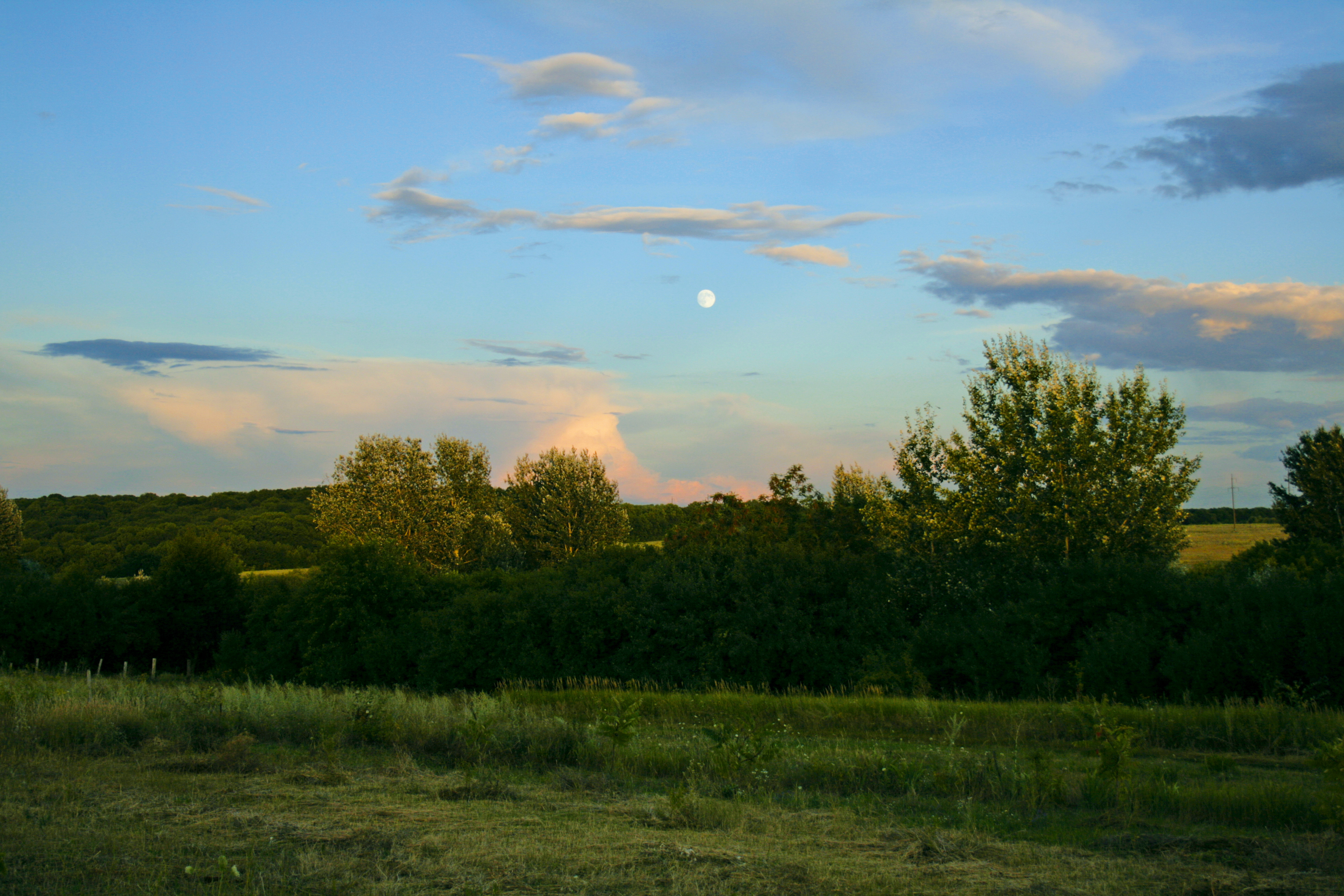
Закат на хуторе

Образован в 1924 году переселенцами из Нижнего Ольшанца (юго-западнее с. Разумное).
В связи с неурожаем на песчаных почвах Нижнего Ольшанца и необходимостью обработки удаленных полей властями предложено части жителям села переселиться в место с более плодородной почвой. Переселилось вначале 10 семей в 1924 году. В этом же году выстроено 10 дворов. На следующий год построено ещё 5 дворов отселившимися детьми. 16 октября 1927 на хуторе Гремячий зарегистрировано товарищество по совместной обработке земли «Новый путь» с 300-ми гектарами земли. В товариществе трудились в основном жители Ольшанца (Кореньской Дачи) и Гремячего.
В книге «Населенные пункты Центрально-чернозёмной области» (Книгоиздательство «Коммуна», Воронеж, 1932 г.) хутор числился как выселки Кореньская Дача Чураевского пос. Совета.
После войны еще одна семья из Верхнего Ольшанца переселилась на хутор, так как их дом спалили немцы, а их согнали в Топлинку. При очередной атаке русские их переселили в тыл — в Кошлаково, а затем в Купино.
После войны дети в школу ходили в Кошлаково.
К началу 1980-х годов в хуторе практически не осталось постоянных жителей — старшее поколение умирало, а большинство переселись в соседние «перспективные» сёла (см. Ликвидация «неперспективных деревень») или в города.
Решением Белгородского облисполкома № 46 от 28.01.82 г. хутор Кореньская Дача прекратил своё существование в результате слияния с хутором Гремячий.
В 2011 году на хуторе Гремячий-2 постоянно проживала одна семья пенсионеров. В 2013 связи со смертью супруги, последний житель переехал к детям в Белгород. Примерно 8 участков используются как дачи. Всего при осмотре хутора экопоселенцами насчитали 25 участков.
В хуторе нет устойчивого сообщения (в дождь дорога до хутора непроезжая), газопровода, магазина, почты, телефонной проводной связи, мобильная связь не устойчива.

## Создание экопоселения

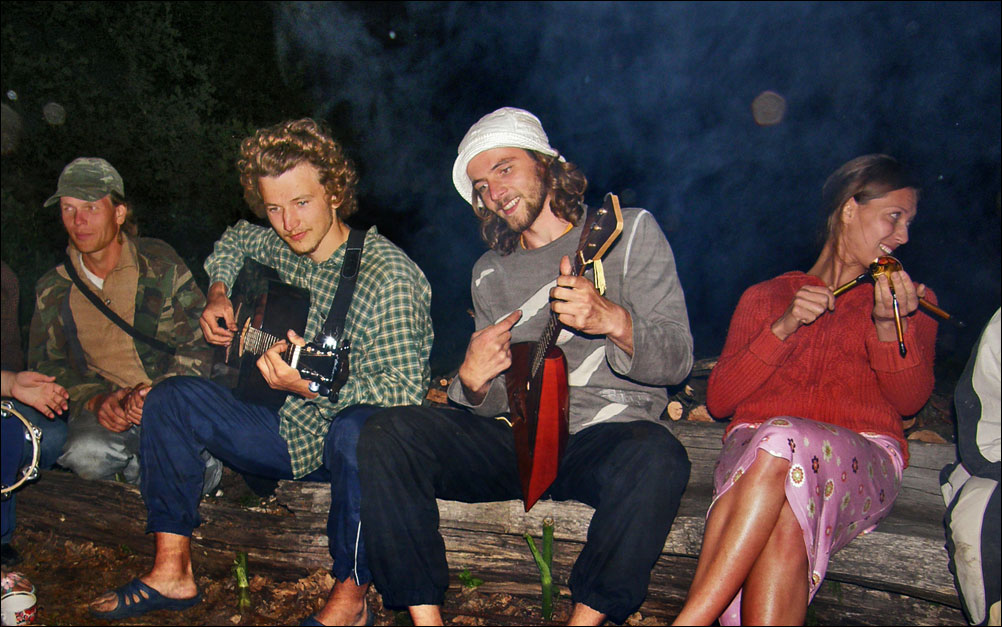
День экопоселения. 2009

В конце 2004 году пахотное поле, граничащее с хутором, площадью 39 га, приобрела группа жителей Белгорода и Шебекинского района для создания родового экопоселения. Идею создания поселения поддержала Белгородская региональная экологическая общественная организация «Родники Белогорья». Осенью 2005 года поле было разбито на участки, площадью в один или два гектара на 24 индивидуальных участка (в дальнейшем два участка по 2 га были разделены, т. о. общее количество участков в 2012 года стало 26) и земли общего пользования — дороги, 3-х метровые межи, участок для общих сборов и праздников. Своё поселение инициаторы назвали в память о ликвидированном хуторе, и отмечая присутствие нескольких родников, когда-то дававших приток реке Корень — Кореньские Родники.
В 2011 году земельный массив решением Правительства Белгородской области был присоединён к ближайшему хутору.